# Chotěvice
Chotěvice (německy Kotwitz) jsou obec v okrese Trutnov v Královéhradeckém kraji. Je rozložena v údolí Pilníkovského potoka, který se v jihozápadní části obce vlévá do Labe. Sousedními obcemi jsou ze severu obec Čermná, ze severovýchodu obec Vlčice, z východu město Pilníkov, na jihu pak obec Vítězná, na jihozápadě obec Mostek, na západě je to Dolní Olešnice a na severozápadě město Hostinné. Žije zde přibližně 1 000 obyvatel.

## Historie
V oblasti soutoku Labe s Pilníkovským potokem, v okolí památné lípy, byl sesbírán soubor štípané industrie z doby kamenné. První písemná zmínka o obci pochází z roku 1362, první osídlení se snad váže s kolonizací oblasti Řádem německých rytířů po roce 1241. Části obce: Chotěvice (Kottwitz, Chotějovice), Karlov (Karlseck, Karlovka), Amerika, býv. Ves Svaté Kateřiny (Katharinadorfer).
Dosud s jistotou nenalezená středověká tvrz dle archeologických nálezů (soubor středověké keramiky včetně loštického poháru) stála na jihozápadě obce. Nejvýznamnějším rodem tvrz obývající byli pánové z Kolína. Nálezy tvrz datují až do třináctého století, dávno před první písemnou zmínkou. V obci měl snad kdysi stát i pivovar.
Ve válečném roce 1866 obcí několikrát prošla rakouská i pruská vojska. Část rakouského vojska zde i jednou či dvakrát přenocovala.

## Obyvatelstvo
| Rok            | 1869  | 1880  | 1890  | 1900  | 1910  | 1921  | 1930  | 1950  | 1961  | 1970  | 1980  | 1991 | 2001 | 2011 | 2021 |
| -------------- | ----- | ----- | ----- | ----- | ----- | ----- | ----- | ----- | ----- | ----- | ----- | ---- | ---- | ---- | ---- |
| Počet obyvatel | 1 689 | 1 665 | 1 685 | 1 693 | 1 746 | 1 730 | 1 785 | 1 395 | 1 364 | 1 251 | 1 088 | 975  | 978  | 977  | 961  |
| Počet domů     | 258   | 274   | 264   | 289   | 283   | 287   | 326   | 333   | 272   | 267   | 258   | 287  | 296  | 305  | 322  |

## Obecní symboly
Znak a vlajka byly obci uděleny rozhodnutím předsedy Poslanecké sněmovny Parlamentu České republiky dne 19. května 1998.

## Pamětihodnosti
- Kostel svatých Petra a Pavla
- Hřbitov, společný hrob šestnácti rudoarmějců[8]
- Sousoší Kalvárie
- Fara
- Pomník obětem války – autor: Václav Antonín Wagner (1924)[9]
- Památná lípa (563 let – 2008)